# Absolutely Everybody
«Absolutely Everybody» — другий сингл першого студійного альбому австралійської співачки Ванесси Аморозі — «The Power». В Австралії сингл вийшов 15 листопада 1999. На Australian Singles Chart посів 6 місце і пробув у 50 найкращих шість місяців. Згодом пісня вийшла інтернаціонально і потрапила у 10 хітів Англії.
За шалену популярність синглу Ванесса отримала Australian Centenary Medal від влади Австралії. 

## Список пісень
Австралійське і німецьке видання
| #  | Назва                                                        | Тривалість |
| -- | ------------------------------------------------------------ | ---------- |
| 1. | «Absolutely Everybody» (версія для радіо)                    | 3:42       |
| 2. | «Absolutely Everybody» (латиноамериканська версія)           | 3:27       |
| 3. | «Absolutely Everybody» (розширена версія)                    | 5:16       |
| 4. | «Absolutely Everybody» (латиноамериканська розширена версія) | 5:22       |

Британське видання
| #  | Назва                                              | Тривалість |
| -- | -------------------------------------------------- | ---------- |
| 1. | «Absolutely Everybody» (версія для радіо)          | 3:42       |
| 2. | «Absolutely Everybody» (латиноамериканська версія) | 3:27       |
| 3. | «Absolutely Everybody» (довгий мікс)               | 6:38       |
| 4. | «Absolutely Everybody» (музичне відео)             |            |

## Музичне відео
Вийшло чотири офіційних відеокліпа: «Absolutely Everybody» (оригінальна версія), «Absolutely Everybody»  (австралійська версія присвячена тисячоліттю), «Absolutely Everybody»  (європейська версія) та «Absolutely Everybody»  (версія для вечірок).
В оригінальній версії Ванесса співає пісню переодягненою у одяг різних націй: Індії, Японії, Китаю, Єгипту — та просто у повсякденний одяг. У версії присвяченій новому тисячоліттю показується виконання пісні на концерті. У європейській версії Ванесса танцює і співає пісню, а також на задньому плані фігурують різні кольорові і «танцюючі» лінії для дискотек і клубів. У версії для вечірок Ванесса виконує пісню на подвір'ї приватного маєтку, де проводиться вечірка.

## Чарти
| Чарт (1999/00/01)                | Місце |
| -------------------------------- | ----- |
| Australian Singles Chart         | 6     |
| Austrian Singles Chart           | 3     |
| Belgian (Flanders) Singles Chart | 10    |
| German Singles Chart             | 5     |
| New Zealand Singles Chart        | 10    |
| Sweden Singles Chart             | 42    |
| Swiss Singles Chart              | 8     |
| UK Singles Chart                 | 7     |

## Сертифікація
| Кріїна    | Сертифікат | Продажі |
| --------- | ---------- | ------- |
| Австралія | Платина    | 70,000  |
| Німеччина | Золото     | 150,000 |

## Історія релізів
| Регіон          | Дата              |
| --------------- | ----------------- |
| Австралія       | 15 листопада 1999 |
| Велика Британія | 11 вересня 2000   |
| Німеччина       | 22 вересня 2000   |